# Die Kolporteure
Kolporteure ist eine 1995 in Berlin im damaligen Bezirk Berlin-Marzahn gegründete deutsche Punkrockband. Gesungen wurde in deutscher Sprache. Die Musik ist eine Mixtur aus Punk, Rock, Metal und Ska. Im Juni 2010 löste sie sich auf.

## Diskografie
- 1997: Wahn oder Wahr (CD)
- 1998: Lauf der Zeit (CD, LP)
- 2001: Odyssee (CD)
- 2005: Alles unter Kontrolle (CD)
- 2006: Leinen Los! (CD)
- 2008: Einmal damals und zurück (CD)